# Alpi di Brandenberg
Le Alpi di Brandenberg (in tedesco Brandenberger Alpen - detti anche Monti del Rofan - in tedesco Rofangebirge) sono una sottosezione delle Alpi Calcaree Nordtirolesi. Si trovano nello Stato austriaco del Tirolo. Il loro nome si deve al comune di Brandenberg, che si trova sul massiccio. Il suo punto più alto è il Hochiss, a 2299 m s.l.m.

## Classificazione

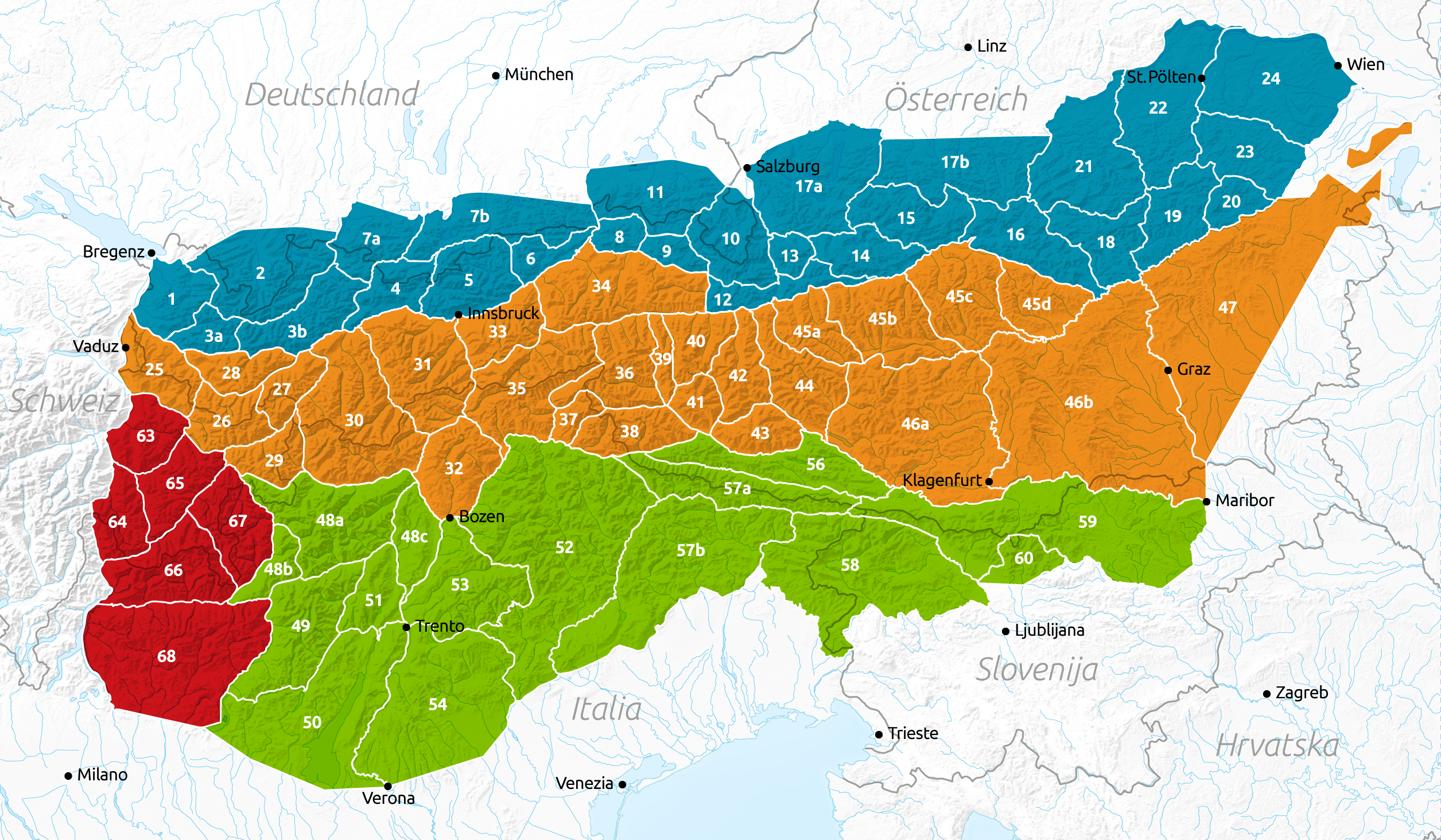
Le Alpi di Brandenberg secondo l'AVE sono individuate dal numero 6.

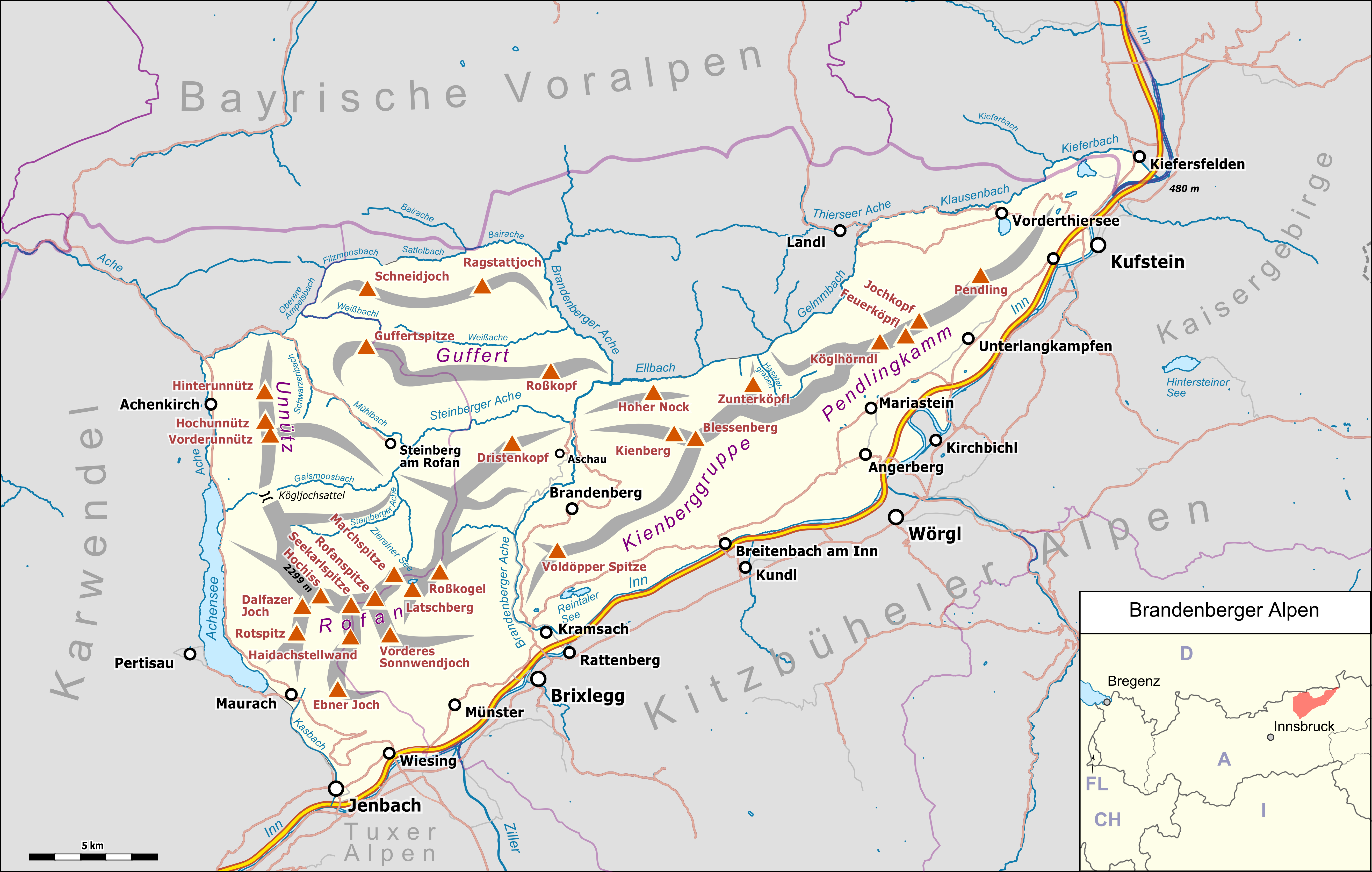
Cartina dettagliata del gruppo montuoso.

Secondo la SOIUSA le Alpi di Brandenberg sono una sottosezione con la seguente classificazione:
- Grande parte = Alpi Orientali
- Grande settore = Alpi Nord-orientali
- Sezione = Alpi Calcaree Nordtirolesi
- Sottosezione = Alpi di Brandenberg
- Codice = II/B-21.V

Secondo l'AVE costituiscono il gruppo n. 6 di 75 nelle Alpi Orientali.

## Geografia
Confinano:
- a nord con le Alpi del Mangfall (nelle Alpi Bavaresi),
- ad est con i Monti del Kaiser (nella stessa sezione alpina),
- a sud-est con le Alpi di Kitzbühel (nelle Alpi Scistose Tirolesi) e separate dal corso del fiume Inn,
- a sud con le Prealpi del Tux (nelle Alpi Scistose Tirolesi) e separate dal corso del fiume Inn,
- ad ovest con i Monti del Karwendel (nella stessa sezione alpina).

Il lago di Achen le bagna ad ovest. La loro parte occidentale è la catena del Rofan.

## Suddivisione
Le Alpi di Brandenberg secondo la SOIUSA si suddividono in due supergruppi, quattro gruppi e cinque sottogruppi:
- Monti del Rofan (A)
  - Catena Rofan-Hochiss (A.1)
    - Cresta del Rofan (A.1.a)
    - Cresta dell'Hochiss (A.1.b)

  - Catena Unnütz-Guffert (A.2)
    - Cresta dell'Unnütz (A.2.a)
    - Cresta del Guffert (A.2.b)
    - Cresta Schneid-Ragstatt (A.2.c)
- Monti del Thiersee (B)
  - Catena Heuberg-Kühberg (B.3)
  - Catena Köglhörndl-Hundsalmer (B.4)

## Principali vette

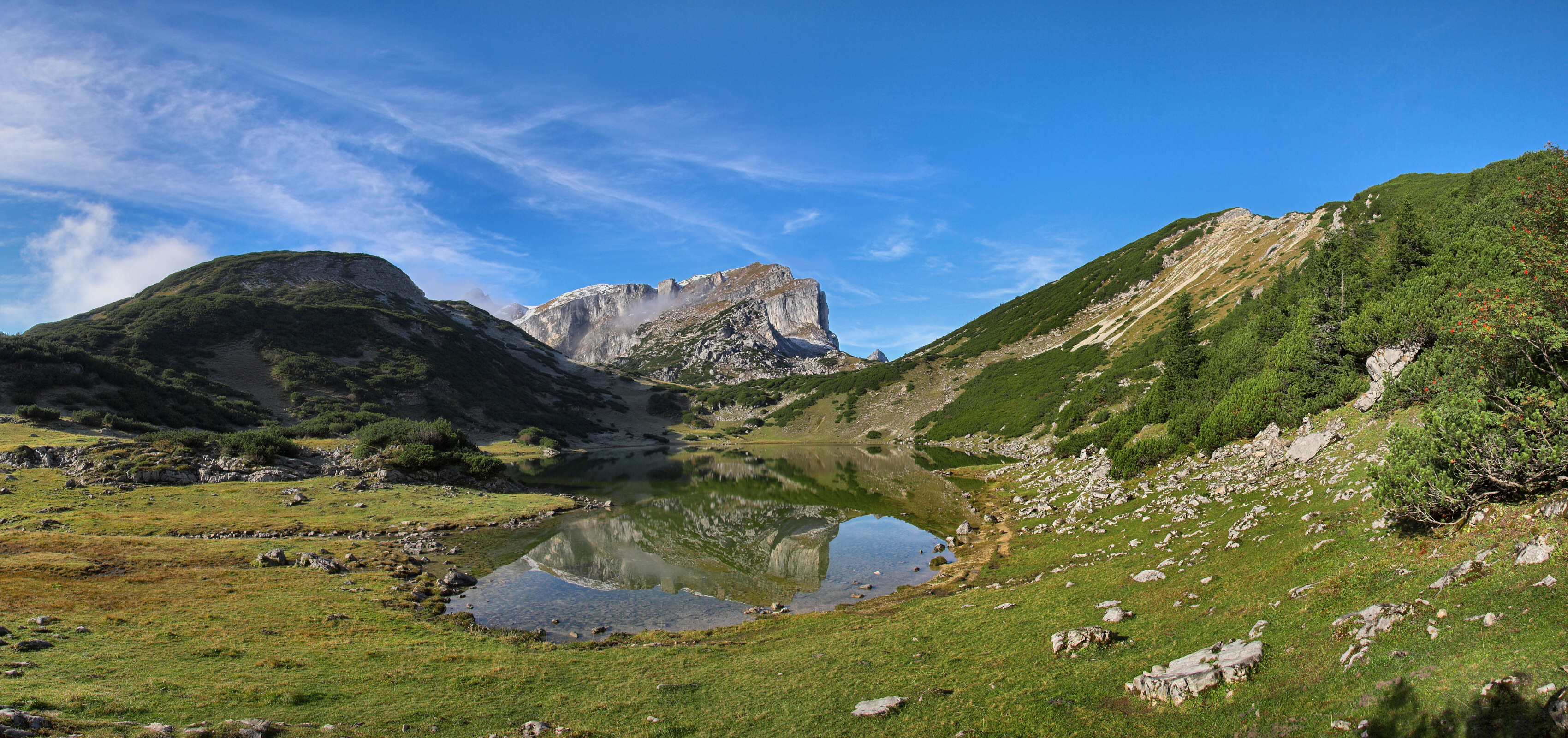
Il lago di Zirein ed il Rofanspitze sullo sfondo

- Hochiss, 2299 m
- Seekarlspitze, 2261 m
- Rofanspitze, 2259 m
- Rosskopf, 2246 m
- Spieljoch, 2236 m
- Dalfázer Joch, 2233 m
- Sagzahn, 2228 m
- Vorderes Sonnwendjoch, 2224 m
- Dalfázer Wand, 2210 m
- Dalfázer Köpfln, 2208 m
- Haidachstellwand, 2192 m
- Schokoladetafel, 2165 m
- Stuhljöchl, 2157 m
- Dalfázer Rosskopf, 2143 m
- Kotalmjoch, 2122 m
- Grubascharte, 2102 m
- Rotspitz, 2067 m
- Klobenjochspitze, 2041 m

## Stazioni invernali
Le principali stazioni di sport invernali sono:
- Achenkirch
- Eben am Achensee
- Kramsach.